# Sete-sangrias
Sete-sangrias (Cuphea carthagenensis) é uma planta herbácea nativa de toda a América do Sul, muito empregada na medicina popular.
Outros nomes populares: guanxuma-vermelha, erva-de-sangue, pé-de-pinto

## Características
Planta herbácea ereta, pouco ramificada, de 20 a 60 cm de altura, tendo o caule revestido por pêlos glandulares vermelhos e ásperos.
As folhas verdes, simples, são opostas, com pecíolo curto e piloso na face inferior, mais clara. Medem 1,5 a 2,5 cm de comprimento.
Flores pequenas, axilares, de cor rosa-arroxeada. Floresce o ano todo, tendo seu auge nos meses de junho e julho.
Fruto em cápsula. Reproduz-se apenas por sementes, preferindo solos úmidos e arenosos. De fácil dispersão, é considerada invasora de monoculturas, por nascer espontaneamente em terrenos baldios e pastagens.
Duas outras espécies do gênero Cuphea são conhecidas vulgarmente como sete-sangrias, uma alusão a que um tratamento com as plantas equivale ao resultado obtido por sete sangrias (tratamento comum no passado). São elas a C. racemosa (L.f.) Spreng. e a C. mesostemon Koehne.
A planta originalmente denominada de "sete-sangrias" é C. balsamona, que foi indicada para a cura de febres intermitentes e disenterias graves, hoje identificada como C. carthagenensis.

## Propriedades terapêuticas
Hipotensora, depurativa, diurética, diaforética, laxativa, auxilia a eliminação de ácido úrico, anti-sifilítica. Usada também contra arteriosclerose, tosse dos cardíacos, hipercolesterolemia, irritação das vias respiratórias, afecções da pele (psoríase e eczema) e insônia.
A planta inteira é utilizada. Embora ainda pouco estudada cientificamente, a literatura etnofarmacológica recomenda seu uso na forma de chá, xarope e extrato alcoólico por via oral, e em compressas locais, conforme o objetivo. Não é indicado usá-la em crianças.

## Composição química
Seu extrato bruto contém mucilagens, saponina, óleo volátil (óleo essencial), pigmentos, taninos, flavonóides.

## Efeitos colaterais
O consumo em excesso pode causar diarréia. O uso prolongado pode levar a quedas bruscas da pressão.